# Waldowski (Adelsgeschlechter)

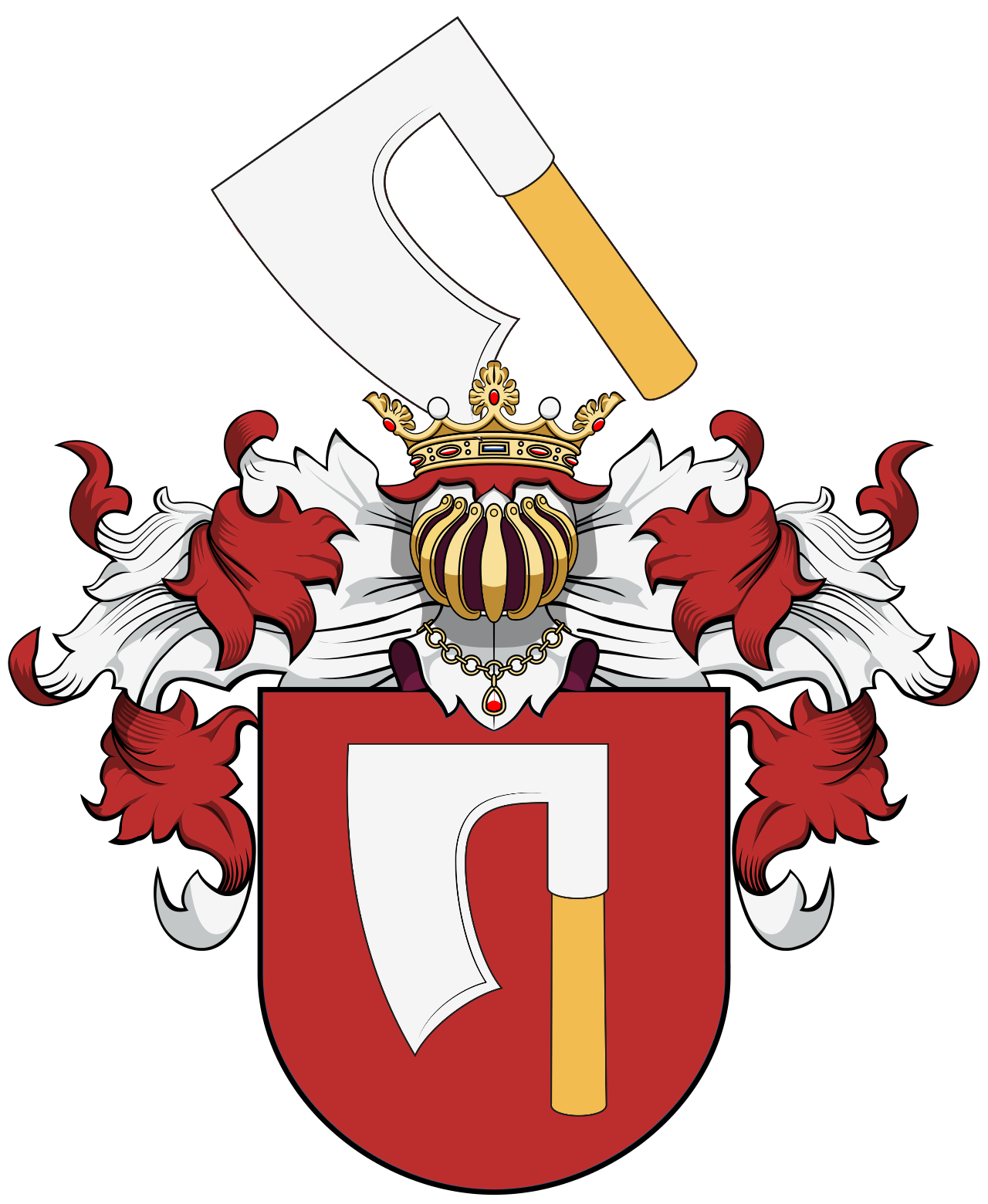
Stammwappen Topór derer von Waldowski aus Westpreußen

Waldowski (auch Wałdowski) ist der Name mehrerer preußisch-polnischer Adelsgeschlechter.

## Geschichte
Waldowski ist der Name verschiedener Adelsgeschlechter mit unterschiedlichen Wappen, die sich nach ihren jeweiligen namensgleichen Stammgütern Waldau (bzw. Waldow oder Waldowo) in den Kreisen Rosenberg, Flatow, Löbau oder Marienwerder benannt haben.
1768 wird ein Starost von Waldowski im Bistum Cammin erwähnt.
1772 huldigte eine Familie von Waldowski auf Grünfelde und Sledziewka, die sich des polnischen Stammwappens Topór bediente, während die auf Montowo im Kreis Löbau ansässigen Waldowskis laut Siebmacher das Stammwappen Dołęga führten. In Skarlin bei Löbau vermählte sich 1862 Josephine von Waldowska mit Vincent von Oppen (1838–1872), einem Sohn des Gutsbesitzers Karl von Oppen (1793–1844) und der Antoinette von Ostroróg Prusimska a.d.H. Sendzin (1796–1866).
Eine weitere westpreußische Familie von Waldowski saß um 1600 angeblich auf Waldowo im Kreis Flatow sowie auf Sluppi (Słupy). Weiterhin genannt wird eine Familie von Wensing-Waldowski, die ihren Ursprung in Bayern haben soll.

## Wappen
Während manche der erwähnten Geschlechter die Stammwappen Topór oder Dołęga geführt haben sollen, scheint sich die Familie von Wensing-Waldowski eines Wappens bedient zu haben, das wie folgt beschrieben wird:
Schild: Rot mit aufrecht stehendem weißen Spieß, der sich auch auf dem gekrönten Helm wiederholt.
Eine im Großherzogtum Posen vorkommende Familie von Waldowski siegelte wiederum mit dem Stammwappen Dombrowa.

## Namensträger
- Moritz von Waldowski (* um 1800), Hauptmann a. D., ⚭ Eleonore Friederike Dorothea von Wittken (1801–1829)[5]
- Julian Waldowski (1854–1912), deutscher Porträt- und Historienmaler der Düsseldorfer Schule
- Lothar Waldowski (* 1930/1931), deutscher Basketballnationalspieler und -trainer sowie Sportwissenschaftler